# Football Club Internazionale Milano 1988-1989
Questa voce raccoglie le informazioni riguardanti il Football Club Internazionale Milano nelle competizioni ufficiali della stagione 1988-1989.

## Stagione

I cinque acquisti dell'Inter nell'estate del 1988, determinanti per la conquista del 13º scudetto; da sinistra: Matthäus, Brehme, Berti, Bianchi e Ramón Díaz.

L'insorgere di attriti tra Giovanni Trapattoni e Alessandro Altobelli provocò il passaggio del centravanti alla Juventus, dopo oltre un decennio in nerazzurro. Con i gradi di capitano rilevati da Giuseppe Baresi, l'organico si arricchì tramite i tedeschi Brehme e Matthäus: vennero invece ceduti Passarella e Scifo. Con Berti e Bianchi aggiuntisi al centrocampo, per l'attacco fu ingaggiato l'algerino Rabah Madjer: un infortunio pregresso ne ostacolò tuttavia il tesseramento, con l'argentino Ramón Díaz chiamato in sostituzione.
A difesa dei pali era schierato Zenga, con Bergomi e Brehme terzini: lo «Zio» collaborava con il centrale difensivo Ferri in marcatura, mentre l'apporto del tedesco risultò fondamentale all'azione offensiva. Nel ruolo di libero agiva Mandorlini, con la retroguardia che poteva inoltre contare su Baresi; al regista Matteoli erano affiancati Berti e Matthäus, con l'ala Bianchi in appoggio alle punte Serena e Díaz. Tra i rincalzi figuravano Malgioglio, Verdelli, Rivolta, Fanna e Morello.
In Coppa Italia i nerazzurri accedettero al secondo turno, venendo però eliminati dalla Fiorentina. A scongiurare una possibile rottura tra tecnico e spogliatoio, ascrivibile ai deludenti risultati, furono tuttavia i consigli di Matthäus al presidente Pellegrini; sul versante agonistico l'Inter conobbe immediato riscatto portandosi in vetta al campionato sin dai primi turni, pur a fronte di un contesto tragico che vide la morte del tifoso ascolano Nazzareno Filippini a seguito di un'aggressione dei supporter meneghini. In ambito sportivo, da segnalare invece una vittoria contro il Cesena firmata dalla rete di Matteoli dopo appena 9". La squadra partecipò inoltre alla Coppa UEFA, arrendendosi al Bayern Monaco negli ottavi di finale: dopo una storica affermazione in Germania – cui concorse peraltro un celebre gol di Berti – i nerazzurri caddero a San Siro in 7' abbandonando il torneo.

Aldo Serena, capocannoniere del campionato con 22 gol.

La Beneamata consolidò il primato in campionato grazie anche al successo nella stracittadina dell'11 dicembre 1988, con un gol realizzato da Serena in tuffo. Benché sconfitta a Firenze nell'ultimo turno del girone di andata, la compagine lombarda incamerò il titolo d'inverno con un punto di margine sul Napoli di Maradona. A tingere definitivamente di nerazzurro la stagione contribuì l'avvio della fase di ritorno, con Trapattoni che inanellò una serie di 8 vittorie consecutive eguagliando i record stabiliti da Cargnelli e Herrera nei tornei 1939-40 e 1964-65. A fruttare un vantaggio di 7 punti nei confronti dei campani concorse anche il 6-0 sul campo del Bologna, circostanza corrispondente alla più ampia affermazione esterna del club (statistica poi migliorata nel 2013).
A conferire matematicamente il titolo ai nerazzurri risultò proprio lo scontro diretto con i partenopei, battuti per 2-1 a Milano il 28 maggio 1989. Assicuratasi il tricolore con quattro giornate di anticipo, la squadra subì la seconda sconfitta del campionato in casa del Torino, terminando alla quota di 58 punti in classifica sui 68 disponibili: il ritardo accumulato dal Napoli secondo in classifica, fu pari a 11 lunghezze. In aggiunta al punteggio – record assoluto per tornei con 18 partecipanti e due punti a vittoria – l'Inter risultò primatista anche in fatto di gol realizzati e subìti, posizionando peraltro Serena in vetta ai marcatori con 22 centri. Il primo successo colto da Trapattoni in panchina corrispose al 13º titolo nazionale della Beneamata, giunto a nove anni dal precedente di Bersellini.

## Divise e sponsor
Lo sponsor tecnico per la stagione 1988-1989 fu Uhlsport, mentre lo sponsor ufficiale fu Misura.
| Casa | Trasferta | 1ª portiere | 2ª portiere |

## Organigramma societario
Area direttiva
- Presidente: Ernesto Pellegrini
- Vicepresidente: Giuseppe Prisco, Giulio Abbiezzi e Angelo Corridori
- Amministratore delegato: Giordano Pellegrini

Area organizzativa
- Segretaria: Ileana Almonti

Area comunicazione
- Capo ufficio stampa: Valberto Miliani

Area tecnica
- Direttore Sportivo: Giancarlo Beltrami
- Allenatore: Giovanni Trapattoni
- Allenatore in seconda: Arcadio Venturi
- Allenatore portieri: Luciano Castellini
- Preparatore atletico: Eugenio Fumagalli

Area sanitaria
- Medico sociale: dott. Pasquale Bergamo
- Massaggiatori: Giancarlo Della Casa e Massimo Della Casa

## Rosa
Di seguito la rosa.
| N. |                     | Ruolo | Calciatore                 |
| -- | ------------------- | ----- | -------------------------- |
|    | Italia (bandiera)   | P     | Astutillo Malgioglio       |
|    | Italia (bandiera)   | P     | Luca Mondini               |
|    | Italia (bandiera)   | P     | Walter Zenga               |
|    | Italia (bandiera)   | D     | Gabriele Baraldi           |
|    | Italia (bandiera)   | D     | Giuseppe Bergomi           |
|    | Germania (bandiera) | D     | Andreas Brehme             |
|    | Italia (bandiera)   | D     | Riccardo Ferri             |
|    | Italia (bandiera)   | D     | Andrea Mandorlini          |
|    | Italia (bandiera)   | D     | Salvatore Nobile           |
|    | Italia (bandiera)   | D     | Alberto Rivolta            |
|    | Italia (bandiera)   | D     | Corrado Verdelli           |
|    | Italia (bandiera)   | C     | Giuseppe Baresi (capitano) |
|    | Italia (bandiera)   | C     | Nicola Berti               |

| N. |                      | Ruolo | Calciatore              |
| -- | -------------------- | ----- | ----------------------- |
|    | Italia (bandiera)    | C     | Alessandro Bianchi      |
|    | Italia (bandiera)    | C     | Pietro Fanna            |
|    | Italia (bandiera)    | C     | Romano Galvani          |
|    | Italia (bandiera)    | C     | Giuliano Gentilini      |
|    | Italia (bandiera)    | C     | Gianfranco Matteoli     |
|    | Germania (bandiera)  | C     | Lothar Matthäus         |
|    | Italia (bandiera)    | C     | Pasquale Domenico Rocco |
|    | Italia (bandiera)    | A     | Massimo Ciocci          |
|    | Argentina (bandiera) | A     | Ramón Díaz              |
|    | Italia (bandiera)    | A     | Dario Morello           |
|    | Italia (bandiera)    | A     | Raffaele Paolino        |
|    | Italia (bandiera)    | A     | Aldo Serena             |

## Calciomercato

### Sessione estiva (dall'1/7 al 31/8)
| Acquisti | Acquisti           | Acquisti      | Acquisti                    |
| R.       | Nome               | da            | Modalità                    |
| -------- | ------------------ | ------------- | --------------------------- |
| D        | Andreas Brehme     | Bayern Monaco | definitivo (1,8 miliardi ₤) |
| D        | Corrado Verdelli   | Monza         | riscatto                    |
| C        | Nicola Berti       | Fiorentina    | definitivo (7,2 miliardi ₤) |
| C        | Lothar Matthäus    | Bayern Monaco | definitivo (5,6 miliardi ₤) |
| C        | Alessandro Bianchi | Cesena        | definitivo (4,5 miliardi ₤) |
| C        | Enrico Cucchi      | Empoli        | riscatto                    |
| A        | Ramón Díaz         | Fiorentina    | prestito                    |

| Cessioni | Cessioni             | Cessioni          | Cessioni                  |
| R.       | Nome                 | a                 | Modalità                  |
| -------- | -------------------- | ----------------- | ------------------------- |
| D        | Daniel Passarella    | River Plate       | definitivo                |
| C        | Enrico Cucchi        | Fiorentina        | prestito                  |
| C        | Pierluigi Di Già     | Parma             | compartecipazione         |
| C        | Adriano Piraccini    | Cesena            | definitivo                |
| C        | Giuseppe Minaudo     | Udinese           | definitivo                |
| C        | Vincenzo Scifo       | Bordeaux          | compartecipazione         |
| C        | Fausto Pizzi         | Lanerossi Vicenza | rinnovo compartecipazione |
| A        | Alessandro Altobelli | Juventus          | definitivo                |

### Sessione autunnale
| Acquisti | Acquisti        | Acquisti | Acquisti                   |
| R.       | Nome            | da       | Modalità                   |
| -------- | --------------- | -------- | -------------------------- |
| D        | Alberto Rivolta | Parma    | riscatto compartecipazione |
| C        | Romano Galvani  | Bologna  | prestito                   |

| Cessioni | Cessioni         | Cessioni | Cessioni |
| R.       | Nome             | a        | Modalità |
| -------- | ---------------- | -------- | -------- |
| P        | Claudio Bozzini  | Celano   | prestito |
| D        | Salvatore Nobile | Lecce    | prestito |
| A        | Massimo Ciocci   | Padova   | prestito |

## Risultati

### Serie A

#### Girone di andata
| Arbitro: | Lanese (Messina) |

|                        |           |                                      |
| Giovannelli 56’ (rig.) | Marcatori | 4’ Mandorlini 73’ (rig.), 82’ Serena |

| Arbitro: | Pezzella (Frattamaggiore) |

|                                             |           |                |
| Brehme 52’ Díaz 75’ Serena 84’ Matthäus 88’ | Marcatori | 29’ Bernazzani |

| Verona 23 ottobre 1988, ore 14:30 (CEST) 3ª giornata | Verona           | 0 – 0 referto | Inter | Stadio Marcantonio Bentegodi\| Arbitro: \| D'Elia (Salerno) \| |
| Arbitro:                                             | D'Elia (Salerno) |               |       |                                                                |

| Arbitro: | Pairetto (Torino) |

|                      |           |  |
| Berti 19’ Serena 84’ | Marcatori |  |

| Arbitro: | F. Baldas (Trieste) |

|          |           |  |
| Berti 1’ | Marcatori |  |

| Arbitro: | Agnolin (Bassano del Grappa) |

|            |           |                     |
| Giunta 60’ | Marcatori | 41’ Díaz 83’ Serena |

| Arbitro: | Amendolia (Messina) |

|             |           |  |
| Matteoli 1’ | Marcatori |  |

| Arbitro: | Lo Bello (Siracusa) |

|  |           |                                |
|  | Marcatori | 55’ (aut.) Júnior 80’ Matthäus |

| Arbitro: | D'Elia (Salerno) |

|  |           |            |
|  | Marcatori | 26’ Serena |

| Arbitro: | Lanese (Messina) |

|            |           |           |
| Serena 20’ | Marcatori | 54’ Galia |

| Arbitro: | Longhi (Roma) |

|  |           |                               |
|  | Marcatori | 70’ Díaz 78’ Brehme 82’ Berti |

| Arbitro: | Fabricatore (Roma) |

|            |           |  |
| Serena 72’ | Marcatori |  |

| Napoli 15 gennaio 1989, ore 14:30 (CET) 13ª giornata | Napoli              | 0 – 0 referto | Inter | Stadio San Paolo\| Arbitro: \| Lo Bello (Siracusa) \| |
| Arbitro:                                             | Lo Bello (Siracusa) |               |       |                                                       |

| Arbitro: | Felicani (Bologna) |

|                |           |  |
| Mandorlini 40’ | Marcatori |  |

| Arbitro: | Longhi (Roma) |

|           |           |                      |
| Evair 61’ | Marcatori | 51’ (aut.) Fortunato |

| Arbitro: | Paparesta (Bari) |

|                               |           |  |
| Serena 3’ Brambati 19’ (aut.) | Marcatori |  |

| Arbitro: | Agnolin (Bassano del Grappa) |

|                                             |           |                                     |
| Baggio 33’ E. Cucchi 52’ Borgonovo 73’, 85’ | Marcatori | 13’ (rig.) Matthäus 55’, 57’ Serena |

#### Girone di ritorno
| Arbitro: | Di Cola (Avezzano) |

|                               |           |              |
| Berti 13’ Serena 27’ Díaz 69’ | Marcatori | 77’ Giordano |

| Arbitro: | D'Elia (Salerno) |

|  |           |                          |
|  | Marcatori | 36’ Díaz 39’, 51’ Serena |

| Arbitro: | Lo Bello (Siracusa) |

|           |           |  |
| Berti 56’ | Marcatori |  |

| Arbitro: | Lanese (Messina) |

|  |           |                                  |
|  | Marcatori | 12’ Matthäus 22’ Serena 75’ Díaz |

| Arbitro: | Agnolin (Bassano del Grappa) |

|  |           |                |
|  | Marcatori | 48’ Mandorlini |

| Arbitro: | Longhi (Roma) |

|                                                  |           |  |
| Berti 2’ Matthäus 71’ (rig.), 77’ A. Bianchi 78’ | Marcatori |  |

| Arbitro: | Lanese (Messina) |

|            |           |                                  |
| Gelain 78’ | Marcatori | 11’ A. Bianchi 49’ (aut.) Bordin |

| Arbitro: | Coppetelli (Tivoli) |

|                      |           |            |
| Berti 20’ Serena 27’ | Marcatori | 84’ Pagano |

| Milano 30 aprile 1989, ore 15:30 (CEST) 26ª giornata | Inter           | 0 – 0 referto | Milan | Stadio Giuseppe Meazza\| Arbitro: \| Magni (Bergamo) \| |
| Arbitro:                                             | Magni (Bergamo) |               |       |                                                         |

| Arbitro: | D'Elia (Salerno) |

|                |           |            |
| Rui Barros 29’ | Marcatori | 55’ Serena |

| Arbitro: | Sguizzato (Verona) |

|                     |           |  |
| Díaz 23’ Serena 33’ | Marcatori |  |

| Arbitro: | Pairetto (Torino) |

|  |           |                                                                |
|  | Marcatori | 31’ (rig.) Matthäus 53’, 67’ Díaz 64’, 83’ Serena 86’ Matteoli |

| Arbitro: | Agnolin (Bassano del Grappa) |

|                              |           |            |
| Fusi 49’ (aut.) Matthäus 83’ | Marcatori | 36’ Careca |

| Arbitro: | Amendolia (Messina) |

|             |           |                           |
| Dezotti 53’ | Marcatori | 68’ Bergomi 79’, 84’ Díaz |

| Arbitro: | Sguizzato (Verona) |

|                                                       |           |                                    |
| Matthäus 49’ (rig.) Serena 59’, 65’ (rig.) Brehme 87’ | Marcatori | 5’ El. Nicolini 60’ (rig.) Madonna |

| Arbitro: | Lo Bello (Siracusa) |

|                      |           |  |
| Škoro 54’ Müller 73’ | Marcatori |  |

| Arbitro: | Cornieti (Forlì) |

|                         |           |  |
| Díaz 61’ A. Bianchi 76’ | Marcatori |  |

### Coppa Italia

#### Primo turno
| Arbitro: | Sguizzato (Verona) |

|               |           |                                 |
| Di Nicola 89’ | Marcatori | 78’ (rig.) Matthäus 84’ Morello |

| Arbitro: | Di Cola (Avezzano) |

|            |           |  |
| Serena 80’ | Marcatori |  |

| Ascoli Piceno 28 agosto 1988 Girone 1 - 3ª giornata | Ascoli        | 0 – 0 | Inter | Stadio Cino e Lillo Del Duca\| Arbitro: \| Longhi (Roma) \| |
| Arbitro:                                            | Longhi (Roma) |       |       |                                                             |

| Arbitro: | Felicani (Bologna) |

|                            |           |  |
| Serena 23’, 43’ Ciocci 72’ | Marcatori |  |

| Arbitro: | Luci (Firenze) |

|                        |           |  |
| Cecconi 24’ Corini 75’ | Marcatori |  |

#### Secondo turno
| Arbitro: | Cornieti (Forlì) |

|                     |           |                 |
| De Vitis 15’ (rig.) | Marcatori | 40’ (rig.) Díaz |

| Arbitro: | Agnolin (Bassano del Grappa) |

|            |           |               |
| Dezotti 1’ | Marcatori | 6’ A. Bianchi |

| Arbitro: | F. Baldas (Trieste) |

|                                      |           |                                                 |
| Matthäus 20’ (rig.), 83’ Morello 68’ | Marcatori | 28’ Borgonovo 29’, 52’ (rig.) Baggio 67’ Mattei |

### Coppa UEFA
| Arbitro: | Crăciunescu |

|                              |           |                    |
| Díaz 45’ (rig.) Matteoli 89’ | Marcatori | 65’ (rig.) Arnberg |

| Arbitro: | Scheurell |

|             |           |                       |
| Hällman 45’ | Marcatori | 10’ Berti 77’ Morello |

| Arbitro: | Stiegler |

|  |           |            |
|  | Marcatori | 82’ Serena |

| Arbitro: | Bouillet |

|          |           |             |
| Díaz 12’ | Marcatori | 66’ Nilsson |

| Arbitro: | Ponnet |

|  |           |                      |
|  | Marcatori | 60’ Serena 71’ Berti |

| Arbitro: | Galler |

|            |           |                                           |
| Serena 45’ | Marcatori | 33’ Wohlfarth 38’ Augenthaler 40’ Wegmann |

## Statistiche

### Statistiche di squadra
Statistiche aggiornate al 25 giugno 1989.
| Competizione | Punti | In casa | In casa | In casa | In casa | In casa | In casa | In trasferta | In trasferta | In trasferta | In trasferta | In trasferta | In trasferta | Totale | Totale | Totale | Totale | Totale | Totale | D.R. |
| Competizione | Punti | G       | V       | N       | P       | Gf      | Gs      | G            | V            | N            | P            | Gf           | Gs           | G      | V      | N      | P      | Gf     | Gs     | D.R. |
| ------------ | ----- | ------- | ------- | ------- | ------- | ------- | ------- | ------------ | ------------ | ------------ | ------------ | ------------ | ------------ | ------ | ------ | ------ | ------ | ------ | ------ | ---- |
| Serie A      | 58    | 17      | 15      | 2       | 0       | 33      | 7       | 17           | 11           | 4            | 2            | 34           | 12           | 34     | 26     | 6      | 2      | 67     | 19     | 48   |
| Coppa Italia | -     | 3       | 2       | 0       | 1       | 7       | 4       | 5            | 1            | 3            | 1            | 4            | 5            | 8      | 3      | 3      | 2      | 11     | 9      | 2    |
| Coppa UEFA   | -     | 3       | 1       | 1       | 1       | 4       | 5       | 3            | 3            | 0            | 0            | 5            | 1            | 6      | 4      | 1      | 1      | 9      | 6      | 3    |
| Totale       | -     | 23      | 18      | 3       | 2       | 44      | 16      | 25           | 15           | 7            | 3            | 43           | 18           | 48     | 33     | 10     | 5      | 87     | 34     | 53   |

### Statistiche dei giocatori
Di seguito le statistiche relative ai giocatori.
| Giocatore     | Serie A  | Serie A | Serie A     | Serie A    | Coppa Italia | Coppa Italia | Coppa Italia | Coppa Italia | Coppa UEFA | Coppa UEFA | Coppa UEFA  | Coppa UEFA | Totale   | Totale | Totale      | Totale     |
| Giocatore     | Presenze | Reti    | Ammonizioni | Espulsioni | Presenze     | Reti         | Ammonizioni  | Espulsioni   | Presenze   | Reti       | Ammonizioni | Espulsioni | Presenze | Reti   | Ammonizioni | Espulsioni |
| ------------- | -------- | ------- | ----------- | ---------- | ------------ | ------------ | ------------ | ------------ | ---------- | ---------- | ----------- | ---------- | -------- | ------ | ----------- | ---------- |
| G. Baresi     | 32       | 0       | ?           | ?          | 8            | 0            | ?            | ?            | 5          | 0          | ?           | ?          | 45       | 0      | ?           | ?          |
| G. Bergomi    | 32       | 1       | ?           | ?          | 8            | 0            | ?            | ?            | 6          | 0          | ?           | ?          | 46       | 1      | ?           | ?          |
| N. Berti      | 32       | 7       | ?           | ?          | 6            | 0            | ?            | ?            | 6          | 2          | ?           | ?          | 44       | 9      | ?           | ?          |
| A. Bianchi    | 31       | 3       | ?           | ?          | 8            | 1            | ?            | ?            | 6          | 0          | ?           | ?          | 45       | 4      | ?           | ?          |
| A. Brehme     | 31       | 3       | ?           | ?          | 7            | 0            | ?            | ?            | 6          | 0          | ?           | ?          | 44       | 3      | ?           | ?          |
| M. Ciocci     | -        | -       | -           | -          | 8            | 1            | ?            | ?            | 1          | 0          | ?           | ?          | 9        | 1      | 0+          | 0+         |
| R. Díaz       | 33       | 12      | ?           | ?          | 7            | 1            | ?            | ?            | 3          | 2          | ?           | ?          | 43       | 15     | ?           | ?          |
| P. Fanna      | 13       | 0       | ?           | ?          | -            | -            | -            | -            | -          | -          | -           | -          | 13       | 0      | 0+          | 0+         |
| R. Ferri      | 31       | 0       | ?           | ?          | 8            | 0            | ?            | ?            | 6          | 0          | ?           | ?          | 45       | 0      | ?           | ?          |
| R. Galvani    | 3        | 0       | ?           | ?          | -            | -            | -            | -            | -          | -          | -           | -          | 3        | 0      | 0+          | 0+         |
| A. Malgioglio | 1        | 0       | ?           | ?          | 3            | -2           | ?            | ?            | 2          | -1         | ?           | ?          | 6        | -3     | ?           | ?          |
| A. Mandorlini | 26       | 3       | ?           | ?          | 8            | 0            | ?            | ?            | 4          | 0          | ?           | ?          | 38       | 3      | ?           | ?          |
| G. Matteoli   | 32       | 2       | ?           | ?          | 8            | 0            | ?            | ?            | 5          | 1          | ?           | ?          | 45       | 3      | ?           | ?          |
| L. Matthäus   | 32       | 9       | ?           | ?          | 7            | 3            | ?            | ?            | 5          | 0          | ?           | ?          | 44       | 12     | ?           | ?          |
| D. Morello    | 10       | 0       | ?           | ?          | 4            | 2            | ?            | ?            | 3          | 1          | ?           | ?          | 17       | 3      | ?           | ?          |
| S. Nobile     | -        | -       | -           | -          | 7            | 0            | ?            | ?            | -          | -          | -           | -          | 7        | 0      | 0+          | 0+         |
| A. Rivolta    | 1        | 0       | ?           | ?          | -            | -            | -            | -            | -          | -          | -           | -          | 1        | 0      | 0+          | 0+         |
| D. Rocco      | 1        | 0       | ?           | ?          | 3            | 0            | ?            | ?            | 2          | 0          | ?           | ?          | 6        | 0      | ?           | ?          |
| A. Serena     | 32       | 22      | ?           | ?          | 5            | 3            | ?            | ?            | 5          | 3          | ?           | ?          | 42       | 28     | ?           | ?          |
| C. Verdelli   | 20       | 0       | ?           | ?          | 1            | 0            | ?            | ?            | 2          | 0          | ?           | ?          | 23       | 0      | ?           | ?          |
| W. Zenga      | 33       | -19     | ?           | ?          | 5            | -7           | ?            | ?            | 5          | -5         | ?           | ?          | 43       | -31    | ?           | ?          |